# Edmund Resch
Edmund Resch (Hörde, 9 giugno 1847 – 22 maggio 1923) è stato un imprenditore e attivista tedesco naturalizzato australiano.
Fondò e diresse l'azienda produttrice della birra Resch's Limited, sopravvissuta col marchio Resch.

## Biografia
Nativo della Vestfalia, emigrò in Australia nel 1863, a soli 16 anni, probabilmente per eludere il servizio militare di leva obbligatorio. Nei primi anni del 1870, lavorò come minatore nello Stato del Victoria e quindi in varie città rurali del Nuovo Galles del Sud, prima di costruire e gestire un hotel a Charters Towers, nel Queensland, dove fu occupato nel quadriennio seguente. 

Intorno al 1877, insieme ad uno dei suoi fratelli, acquistò una fabbrica di acqua calda e aerata a Wilcannia, nel New South Wales occidentale. Sei anni più tardi, divenuti i proprietari di un birrificio a Cootamundra che ribattezzarono Lion Brewery, aprirono due filiali a Silverton e a Tibooburra, finché la società fu sciolta nel 1885. Da allora, Resch mantenne le attività possedute a Wilcannia e tornò a produrre birra lì. Nel 1892, decise di trasferirsi a Melbourne e nominò un responsabile che lo sostituisse nella gestione del birrificio.
Nel 1895, si stabilì a Sydney per lavorare come manager della ditta Allt's Brewing & Wine and Spirit Co. Ltd., della quale divenne il proprietario due anni più tardi, rilevando anche la rivale del New South Wales Lager Bier Brewing Co . Ltd. ai primi del 1900. Le tre aziende confluirono nel marchio Resch. In seguito all'acquisto della NSW Lager Bier Brewing Co., centralizzò le attività di birrificazione nella loro ex base di Dowling Strett, a Redfern, spostando lo stabilimento dell'ex Allt fuori dalla sede storica di Waverley, senza tuttavia modificare il marchio di Waverley Brewery. Tre anni dopo la nomina a console di Sydney nel 1903, registrò la Resch's Limited come società veicolo per i suoi rilevanti interessi nel settore della birra. 

Nel 1913, rimase parzialmente accecato dopo aver subito un infortunio in mare, mentre era di ritorno da una visita in Germania. Lasciata la politica, ritornò in Germania per le cure, finché, scoppiata la prima guerra mondiale, si rifugiò in Australia, dopo essere stato minacciato di internamento da parte delle autorità tedesche.
Contribuì con oltre 3.000 sterline all'impegno bellico australiano, continuando ad integrare il salario dei lavoratori della Resch che si erano arruolati. Malgrado ciò, nel 1917 il ministro della Difesa George Pearce ordinò di rinchiuderlo nel campo di concentramento di Holsworthy, a sud ovest della capitale, unitamente ad altri uomini d'affari di origine tedesca, che erano stati presi di mira. Le condizioni di salute, divenute precarie, resero necessario un ricovero in ospedale: a marzo del 1918, fu trasferito nella sua residenza di Darling Point, nella quale rimase fino al termine della guerra.

Altre fonti, riferiscono che negli anni trascorsi a Holsworthy risultò malato per "otto o dieci anni, vivendo lontano dagli affari, dei quali si sarebbero occupati i figli Edmund e Arnold Resch.
Alla morte di Rech nel 1923, i figli ereditarono una fortuna di 316.829 sterline, la quale, perso ogni valore dopo il Venerdì Nero del '29, venne rilevata dalla Tooth & Co. La sua proprietà di famiglia, a Swifts, che detenne dal 1899 fino alla fine, è censita nel registro del patrimonio statale del New South Wales.
Le sue spoglie riposano nel cimitero di Waverley.

## Riconoscimenti
- 1913: Ordine di Orange-Nassau.[1]